# Жена и пёс
«Жена и пёс» (англ. Wife & Dog) — будущий фильм британского режиссёра Гая Ричи, работа над которым началась в 2024 году. Главные роли в фильме исполнят Бенедикт Камбербэтч, Розамунд Пайк и Энтони Хопкинс. Производством фильма занимается компания Black Bear Pictures.

## Сюжет
Подробности сюжета держатся в тайне, но известно, что действие фильма будет происходить в «вероломном мире британской аристократии».

## В ролях
- Бенедикт Камбербэтч
- Розамунд Пайк
- Энтони Хопкинс
- Космо Джарвис
- Джеймс Нортон
- Пэдди Консидайн
- Пип Торренс

## Производство и премьера
Сценарий фильма был написан Гаем Ричи, и в мае 2024 года на Каннском кинорынке компания Black Bear начала продавать права на прокат фильма. Ричи также будет режиссёром и продюсером фильма вместе с Айвеном Аткинсоном и Джоном Фридбергом. В ноябре к актёрскому составу присоединились Бенедикт Камбербэтч, Розамунд Пайк и Энтони Хопкинс. В январе 2025 года к актёрскому составу присоединились Космо Джарвис, Джеймс Нортон, Пэдди Консидайн и Пип Торренс.
Начало основных съёмок запланировано на февраль 2025 года в Великобритании.